# Le Concert Spirituel

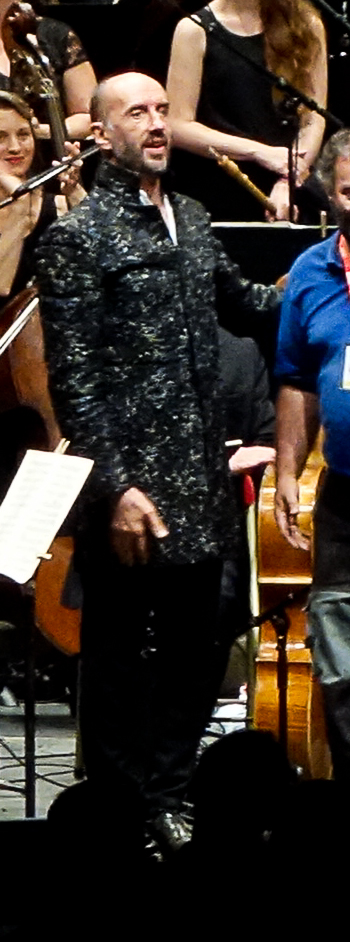
Hervé Niquet en 2017

Le Concert Spirituel es un grupo musical francés fundado en 1987 por Hervé Niquet, especializado en la interpretación historicista con instrumentos de época de música barroca.

## Trayectoria
El conjunto fue creado por Hervé Niquet en 1987. El nombre "Le Concert Spirituel" se tomó de la primera sociedad privada francesa de conciertos fundada en el siglo XVIII. El grupo se especializó en la interpretación de música sacra francesa, así como en el redescubrimiento de un patrimonio lírico injustamente olvidado.
Le Concert Spirituel está subvencionado por el Senado y por el Ministerio de Cultura franceses.
Fue candidato a los premios Grammy por su disco Sérénades chez Marie Leszczynska (con obras de Boismortier), y algunas de sus grabaciones están recomendadas por el Sunday Times y por Gramophone. Además, Hervé Niquet recibió el Premio Edison por la dirección de las obras de Händel Música acuática y Música para los reales fuegos de artificio, que interpretó por primera vez en una versión historicista con 100 músicos (9 trompas, 9 trompetas naturales, 24 oboes, 15 flautas, 12 fagots, 2 contrafagots, 3 timbales y 42 instrumentos de cuerda) con la Orquesta del Concertgebouw de Ámsterdam en mayo del 2004. Desde el 2006, residen en Montpellier, ciudad a la que han asociado sus proyectos musicales.

## Discografía
- 1989 - Jean Gilles:[10] Requiem, motet Beatus quem elegisti. Accord[11] 465 924-2
- 1989 - Jean Gilles: Motet à St-Jean Baptiste, Trois Lamentations pour la Semaine Sainte.[12] Accord 465 926-2
- 1990 - Jean Gilles: Te Deum, motet Diligam te Domine. Accord 472 237-2
- 1991 - Joseph Bodin de Boismortier: Motet à grand choeur, motets à voix seule mêlés de symphonies.[13] Adda[14] 24017
- 1991 - André Campra: Te Deum, motets Notus in Judea Deus, Deus in Nomine tuo. Adda 241942
- 1991 - André Campra: Requiem, motet Benedictus Dominus. Accord 472 236-2
- 1991 - Gioacchino Rossini: La Cambiale di Matrimonio. Accord 476 058-2
- 1992 - André Campra: Messe Ad Majorem Dei Gloriam et motets Cantate Domino, Deus noster Refugium, De Profundis. Accord 465 934-2
- 1992 - Jean-Philippe Rameau: Grands Motets. Virgin Veritas 5 61526 2
- 1993 - Jean-Philippe Rameau: Pigmalion, Le Temple de la Gloire[15] (extraits). Virgin Veritas[16] 5 61539 2
- 1993 - Jean-Baptiste Lully: Grands motets Vol. 1 : Te Deum, Miserere, Plaude Laetare Gallia. Naxos 8.554.397
- 1994 - Jean-Baptiste Lully: Grands motets Vol. 2 : Quare fremuerunt, O Lachrymae, Dies irae, De profundis.[17] Naxos 8.554.398
- 1994 - Jean-Baptiste Lully: Grands motets Vol. 3 : Benedictus, Notus in Judae Deus. Naxos 8.554.399
- 1994 - Marc-Antoine Charpentier: Messe des morts[18] / Litanies à la Vierge / motets. Naxos 8.553.173
- 1995 - Marc-Antoine Charpentier: Vespres à la Vierge. Naxos 8.553.174
- 1995 - Jean-Nicolas Geoffroy: Music for Choir and Organ. Naxos 8.553.637
- 1995 - Oracio Benevolo:[19] Missa Azzolina / Magnificat[20] / Dixit Dominus. Naxos 8.553.636
- 1995 - Joseph Bodin de Boismortier: Six Concerti à cinq flûtes traversières seules sans basse.[21] Naxos 8.553.639
- 1996 - Joseph Bodin de Boismortier: Don Quichotte chez la Duchesse. Naxos 8.553.647
- 1996 - Robert de Visée & Francesco Corbetta: Pièces en contrepartie à deux guitares et deux théorbes. Naxos 8.553.745

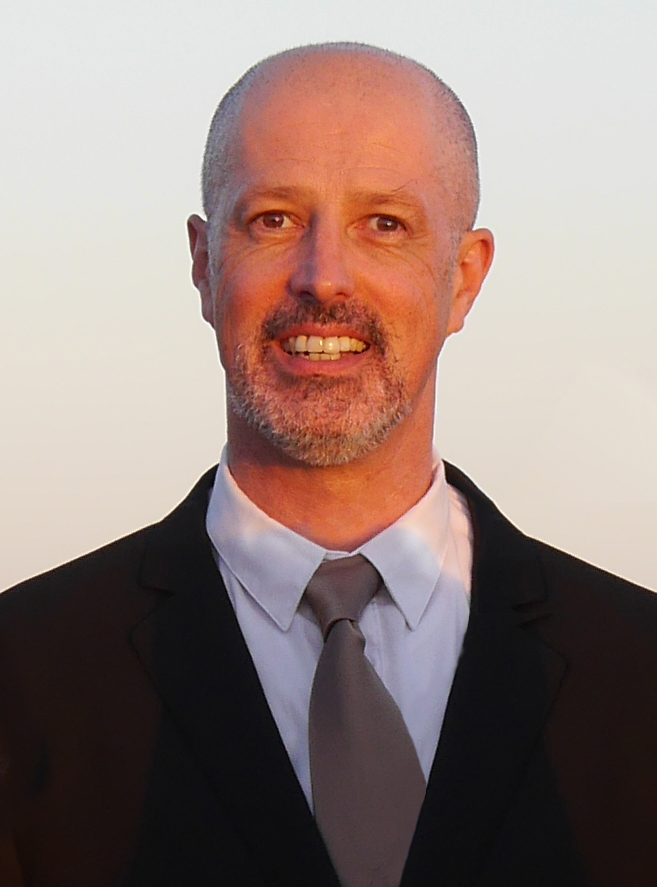
Luc Coadou en 2015.

- 1996 - Louis-Nicolas Clérambault: Cantates et sinfonies[13] pour basse. Con Luc Coadou.[22] Naxos 8.553.743
- 1996 - Louis-Nicolas Clérambault: Cantates pour soprano et basse. Con Sandrine Piau. Naxos 8.553.744
- 1996 - Marc-Antoine Charpentier: Messe - Te Deum pour le Roy. Naxos 8.553.175
- 1997 - Joseph Bodin de Boismortier: Ballets de Village. Naxos 8.553.296
- 1997 - Joseph Michel:[23] Leçons de Ténèbres.[24] Naxos 8.553.295
- 1997 - Paolo Lorenzani:[25] Motets. Naxos 8.553.648
- 1998 - Louis-Nicolas Clérambault: Le Triomphe[26] d'Iris. Naxos 8.554.455
- 1998 - Marc-Antoine Charpentier: Vespres chez la Duchesse de Guise. Naxos 8.554.453
- 1999 - Joseph Bodin de Boismortier: Sérénade, concerto pour basson et pièces pour musette et vielle à roue. Naxos 8.554.456/57
- 2001 - François d'Agincourt: Pièces de clavecin. Glossa[27] GCD 921702
- 2001 - François d'Agincourt: Pièces d’orgue. Glossa GCD 921701
- 2001 - Henry Purcell: Dido and Aeneas. Glossa GCD 921601
- 2001 - Marc-Antoine Charpentier: Te Deum. Glossa GCD 921603
- 2002 - Marc-Antoine Charpentier: Leçons de Ténèbres.[24] Glossa GCD 921604
- 2002 - Marc-Antoine Charpentier: Messe de Monsieur de Mauroy.[28] Glossa GCD 921602
- 2002 - Joseph Bodin de Boismortier: Daphnis & Chloé.[29] Glossa GCD 921605
- 2003 - Georg Friedrich Haendel: Water Music & Fireworks. Glossa Music 92160621607
- 2003 - Henry Desmarest: Grands Motets, vol. I: Te deum[30] de Paris, Dominus Regnavit.[31] Glossa GCD
- 2004 - Henry Purcell: King Arthur. Glossa GCD 921608
- 2004 - Joseph Bodin de Boismortier: Sonates pour basses. Glossa GCD 921609
- 2005 - Henry Desmarest: Grands Motets, vol. II: De Profundis, Veni Creator. Glossa GCD 921610
- 2006 - Marc-Antoine Charpentier: Messe et Te Deum à huit voix. Glossa GCD 921611
- 2006 - André Cardinal Destouches: Callirhoé,[32] Tragédie Lyrique.[33] Glossa GCD 921612 (Con libro: GES 921912-f)
- 2007 - Les Grandes Eaux Musicales 2007 du Château de Versailles. Glossa GCD 921613
- 2007 - Marin Marais: Sémélé. Glossa GCD 921614 (Con libro: GES 921614-F)
- 2008 - Jean-Baptiste Lully: Proserpine. Glossa GCD 921615 (Con libro: GES 921615-F)
- 2008 - Lully et ses successeurs à l'Académie Royale de Musique. Volumen 4 del ciclo: 200 Ans de Musique à Versailles[34] editado por el Centre de Musique Baroque de Versailles.[35] MBF 1107
- 2009 - Marc-Antoine Charpentier: Missa assumpta est maria. Glossa GCD 921617
- 2010 - André-Ernest-Modeste Grétry: Andromaque. Glossa GCD 921620 (2 CD), GES 921620-F (2 CD + libro)

DVD:
- 2005 - Marc-Antoine Charpentier: Médée
- 2009 - Henry Purcell: King Arthur. Glossa GVD 921619